# Baaba Maal
Pour les articles homonymes, voir Baba.
Baaba Maal (né en 1953) est un chanteur et guitariste sénégalais d'origine peule.

## Biographie
Il est né le 13 juin 1953 sur les rives du fleuve Sénégal, à Podor dans la région du Fouta-Toro au nord du Sénégal, dans une famille de pêcheurs homonyme d'Elhadji Baba Ndongue - un disciple de Maodo Malick Sy. C'est dans son daara qu’il a appris le coran avant de faire son entrée dans l'école française. Son père Baidy Mall était un ancien combattant puis muezzin et sa mère une femme de ménage et chanteuse, de qui il a hérité la musique. Né à Podor, il grandit à Ndioum où il gardait le bétail et cultivait les champs sous la tutelle de son oncle Alassane Wade, père de Oumar Wade qui devint son manager après le décès Mbassou Nianf. Il fit ses études primaires à Podor puis au lycée Charles de Gaulle (olel dande mayoo) où il obtiendra son baccalauréat en candidature libre. Il atterrit à l'école des beaux arts de Dakar jusqu'au conservatoire de la rue Alfred de Vigny de Paris .
Il apprend à jouer de la kora et de divers autres instruments traditionnels au sein du groupe Lasly Fouta, avant de sillonner l'Afrique de l'Ouest avec son ami griot mal voyant Mansour Seck et 70 autres musiciens.
Il côtoie dans sa jeunesse, comme beaucoup d'artistes et d'intellectuels de sa génération, les milieux maoïstes sénégalais, qui étaient très actifs dans le domaine culturel en animant des théâtres, clubs de lecture…
Après un passage à Paris où il étudie la musique occidentale au Conservatoire et joue avec le groupe Wandama, il forme à Dakar en 1985 le groupe Daande Lenol (la voix de la culture) avec Mansour Seck.
Daande Lenol ajoute aux sonorités traditionnelles et aux chants pulars des instruments modernes comme les claviers et la guitare électrique. Ils enregistrent Wango en 1988 et Djam Leeli.
Une tournée en Europe en 1990 le fait connaître de Peter Gabriel qui le fera participer à son album Passion. De 1990 à 1993, Baaba Maal enregistre Taara, Baayo et Lam Toro, trois albums qui lui apportent une reconnaissance en Europe.
Mais le succès mondial arrive en 1994 avec Fir' in Fouta et le titre African Woman.
Pendant trois ans il enchaîne les tournées mondiales, dont la première partie de Santana en 1996 au stade de Wembley en Angleterre, avant d'enregistrer Nomad Soul en 1998.
Son album Missing You (Mi Yeewnii) en 2001 est enregistré près de Dakar et renoue avec les sonorités plus traditionnelles.
Grande voix de l'Afrique, son engagement dépasse largement le cadre musical puisqu'il est aujourd'hui représentant du Programme des Nations unies pour le développement (PNUD). Cette chanson (?) traite des maux infligés par les grands leaders politiques et de la reconnaissance que l'on doit à l'Afrique pour l'influence culturelle qu'elle a de par le monde.
En 2009, il participe à la bande originale du jeu Far Cry 2 en collaboration avec Marc Canham.
Baaba Maal est le seul artiste sénégalais invité à la conférence de Copenhague de 2009 sur le climat.
En 2016, il participe au disque Johannesburg de Mumford and Sons où il interprète le titre Si Tu Veux.
En 2017, il reçoit de mains de Macky Sall, président du Sénégal, le prix des Arts.
En 2018, il participe à la bande originale du film Black Panther sous la direction de Ludwig Göransson et apporte sa voix à plusieurs des morceaux de l'album comme le thème principal du Wakanda.

## Discographie
- 1988 : Wango (Wanngo) Syllart
- 1989 : Djam Leelii (Jam Leeli) Syllart
- 1990 : Taara Syllart'
- 1991 : Baayo
- 1992 : Lam Toro (Laam Tooro)
- 1994 : Firin' in Fouta (Firin'in Fuuta)
- 1998 : Souka Nayo (Suka Naayoo)
- 1998 : Nomad Soul
- 1999 : Jombaajo
- 2000 : Live at the Royal Festival Hall
- 2001 : Missing You (Mi Yeewnii)
- 2003 : The Best of The Early Years
- 2008 : Union sacrée avec Binta Laly Sow
- 2009 : Television
- 2016 : The Traveller
- 2018 : Black Panther de Ludwig Göransson (participation)
- 2023 : Being